# Charles Godfrey Leland

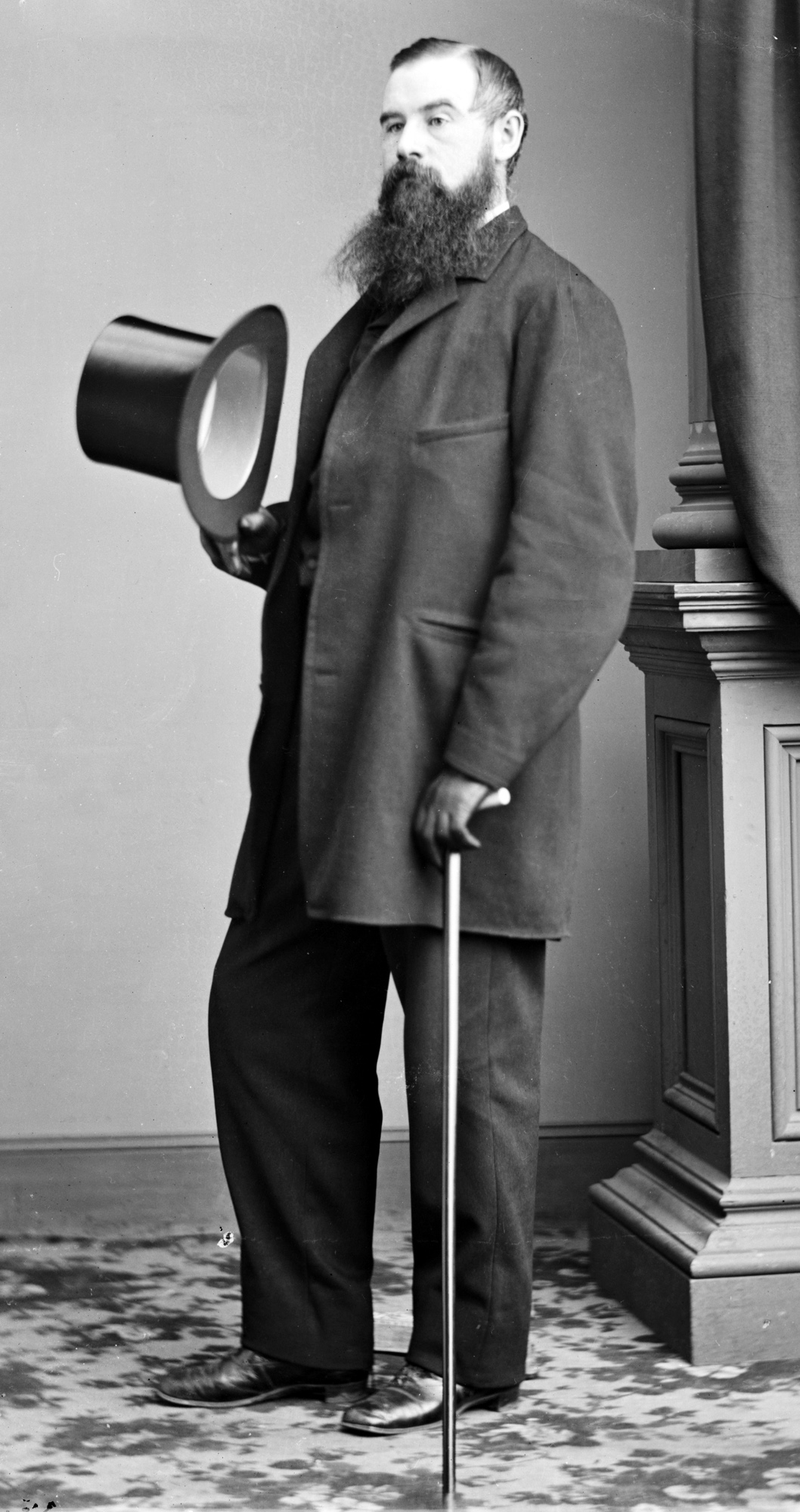
Charles Godfrey Leland

Charles Godfrey Leland (* 15. August 1824 in Philadelphia; † 20. März 1903 in Florenz) war ein amerikanischer Abenteurer, Künstler, Dichter, Kritiker, Folklorist, Mythenforscher, Philologe, Archäologe, Journalist, Humorist, Columnist, Soldat, Herausgeber, Reformer und Erzieher.
Er wurde in Philadelphia, Pennsylvania, geboren und studierte an der Princeton University sowie in Heidelberg und München. Leland arbeitete als Journalist, reiste intensiv und war interessiert an Folklore und Linguistik, veröffentlichte Bücher und Artikel über amerikanische und europäische Sprachen und folkloristische Traditionen. Leland veröffentlichte über 24 Bücher, war als Autor der Komödie Hans Breitmann Ballade bekannt, hatte an zwei militärischen Konflikten aktiv teilgenommen und das Buch Aradia, or the Gospel of the Witches geschrieben. Dieses Buch ist die Urquelle des rund 50 Jahre später auftretenden Neopaganismus und hat die englische Literatur, insbesondere Gerald Gardner, zum Thema Hexen und Wicca maßgebend beeinflusst.

## Leben
Leland ist das Kind von Charles Leland, einem Händler, und Charlotte Godfrey, geboren am 15. August 1824 in Philadelphia, Pennsylvania. Angeblich trug Lelands Hebamme, eine alte holländische Hexe namens Van der Poel , kurz nach seiner Geburt das Kind auf den Dachboden und führte ein Ritual durch mit einer Bibel, einem Schlüssel und einem Dolch auf seiner Brust sowie brennenden Kerzen, Geldmünzen und einer Schale Salz neben seinem Kopf, um ihm ein langes Leben als Gelehrter und Zauberer zu bescheren. Lelands Biografin (seine Nichte Elizabeth Robins Pennell) sieht darin die Ursache für sein ausgeprägtes Interesse an Folkloristik und Magie. Im zweiten Lebensjahr überlebte er eine schwere Gehirnhautentzündung.
Lelands frühe Erziehung erfolgte in den USA, er besuchte 1842 bis 1846 das College an der Princeton University. Nach dem College setzte Leland seine Studien 1846 in Heidelberg und München fort. Er studierte Sprachen, schrieb Gedichte und verfolgte viele andere Interessen einschließlich Hermetik, Neuplatonismus und die Schriften von Rabelais und Villon. 1848 besuchte Leland die Sorbonne, wurde in die Revolution von 1848 in Frankreich hineingezogen und kämpfte als Hauptmann mit den Arbeitern auf den Barrikaden von Paris.
Als Leland das Reisegeld, das er von seinem Vater erhalten hatte, ausgegangen war, kehrte er 1848 in die USA nach Philadelphia zurück und studierte Jura. Anstatt den Beruf des Anwalts zu ergreifen, begann er eine Karriere als Journalist. Er schrieb 1849 für Sartain’s Union Magazine, 1850 für International Monthly Magazine, ab 1851 für Philadelphia Bar, ab 1853 für Barnum’s Illustrated News, New York und ab 1856 für Philadelphia Evening Bulletin. 1856 heiratete er Eliza Bella „Isabel“ Fisher.
Ab 1857 schrieb er für Graham’s Illustrated Magazin, ab 1858 für New York Times, ab 1862 für The Continental Monthly, eine der Nordstaaten-Armee freundlich gesinnte Zeitung. Er trat der Nordstaaten-Armee 1863 bei und kämpfte bei der Schlacht von Gettysburg im Amerikanischen Bürgerkrieg als Artilleriesoldat.
1865 war er als Erdölprospektor in Tennessee tätig. Ab 1866 arbeitete er für die Philadelphia Press. Leland kehrte 1869 nach Europa zurück und wohnte in London. Dort gewann er das Vertrauen von Matty Cooper, dem damaligen Zigeunerkönig in England. Auf seinen Reisen studierte er die Zigeuner-Folklore der Sinti und Roma und schrieb darüber mehrere Bücher. Leland begann eine Anzahl von ethnographischen Büchern zu veröffentlichen. 1881 kehrte Leland in die USA zurück und gründete die Industrial Art School in Philadelphia. Ab 1884 erneuter Aufenthalt in Europa. Leland ließ sich mit seiner Familie 1888 in Florenz nieder, wo er 1903 verstarb.
Sein Ruhm zu Lebzeiten beruhte hauptsächlich auf der Figur Hans Breitmann, 1856 für Graham’s Magazine erfunden, dessen Heldentaten in einer englisch-deutschen Mischsprache humoristisch besungen wurden (Hans Breitmann Ballads, 1868). Seine Schriften über die Kultur der nordamerikanischen Algonkin-Indianer und über die Kultur der Roma und Sinti waren Teil seines ständigen Interesses am Heidentum (Paganismus).
Er beanspruchte die Entdeckung einer fünften keltischen Ursprache, der Vagabunden- und Diebessprache „Cant“ in Großbritannien, gesprochen noch von irischen Nomaden. Er nannte diese Sprache Shelta bzw. Ogham. Diese Idee Lelands wurde allerdings nie anerkannt. Lelands Zigeunerforschungen dagegen waren seriös und er wurde 1888 zu Recht Präsident der English Gypsy-Lore Society.
In der Toskana lernte er Weissagerinnen kennen, die ihm ihre Folklore mitteilten. Aradia, or the Gospel of the Witches enthält die Lehren italienischer Hexen, vor allem von einer Frau namens Maddalena, Taleni (oder Zaleni). Sie heiratete später Lorenzo Bruciatelli und wanderte nach Amerika aus. Eine weitere Informantin Lelands war seine Assistentin Marietta.

## Einflüsse
In späteren Zeiten überdeckten seine Schriften über das Heidentum seine nahezu vergessenen Breitmann Balladen und beeinflussten die Entwicklung der Wicca-Religion und des modernen Neopaganismus. Den meisten Einfluss hatte das Buch Aradia – Die Lehren der Hexen. Über die Echtheit dieser Lehren wird noch heute diskutiert, andere benutzen sie zur Studie der italienischen Hexen-Kunst.
„Aradia“ ist eine der Hauptquellen für das Wiederaufleben des Hexenkultes in den angelsächsischen Ländern. In diesem Werk ist Aradia die messianische Tochter der römischen Göttin Diana und des römischen Gottes Luzifer, die auf die Erde entsandt wurde, um die Lehren der Hexen zu verbreiten. Lelands Schlüssel zur Mond- und Schattenwelt der italienischen Hexen war seine von 1886 andauernde Freundschaft mit Maddalena, einer florentinischen Wahrsagerin und Magierin. Durch Maddalena erhielt er das gesamte Material. Teile der hier dargestellten Mythen, Zaubersprüche, Weisheiten und Bilder sollen auf etruskische Tradition zurückgehen. Wie magisch Aradias Bilderwelt und Gesänge auch erscheinen mögen, sie stellen sich dennoch in einen radikalgesellschaftlichen Zusammenhang:
| Tu sarai (sempre) la prima strega, la prima strega divenuta nel mondo, tu insegnerai l’arte di avvelenare, di avvelenare (tutti) i signori, di farli morti nei loro palazzi, die legare il spirito del oppressore, […] | Und du sollst die erste unter den Hexen sein; und dein Name soll an erster Stelle in der ganzen Welt stehen; und du sollst die Kunst des Giftmordes lehren, jene zu vergiften, die sich große Herren über alles dünken, ja, in ihren Palästen sollst du sie sterben lassen, und die Seele des Unterdrückers sollst du fesseln, […] |

Leland hatte auch Einfluss auf die britisch-amerikanische Arts-and-Crafts-Bewegung. Außerdem gründete Leland eine Handwerkerschule für behinderte Kinder in Philadelphia, die durch eine lobende Erwähnung von Oscar Wilde landesweit bekannt wurde.

## Bibliographie (Auswahl)

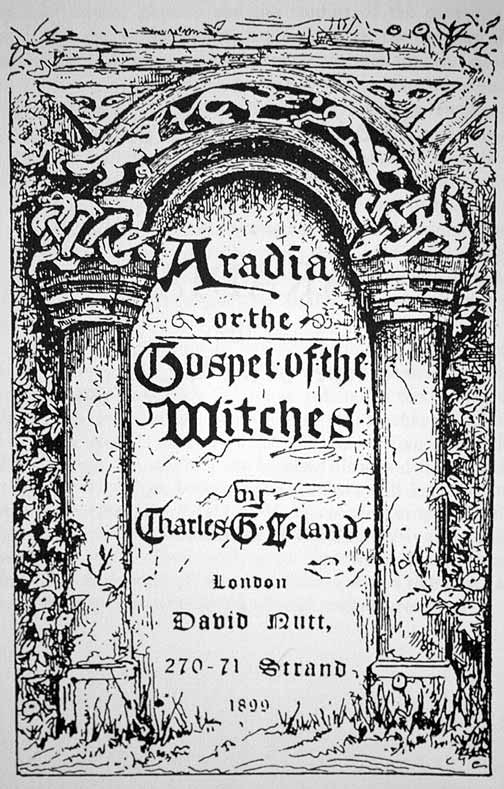
Titelseite der Originalausgabe von Aradia.

Leland’s Komödie Hans Breitmann Balladen war zu Lebzeiten sein größter Erfolg. Aber seine meisten Bücher handelten von den Sprachen und Traditionen der Leute, die er studierte. Heutzutage ist er am meisten bekannt für Aradia – Die Lehren der Hexen, eines seiner drei Bücher über die italienischen Folklore-Traditionen.
- 1855: Meister Karl’s Sketch-book
- 1857: Hans Breitmann’s Barty
- 1864: Legends of Birds
- 1868: Hans Breitmann Ballads
- 1872: Pidgin-English Sing-Song
- 1873: The English Gipsies
- 1879: The Minor Arts
- 1879: Johnnykin and the Goblins
- 1882: Industrial Art in Schools
- 1884: Algonquin Legends
- 1886: Snooping. Comic Anecdotes about People who Peep over other People’s Shoulders
- 1889: A Dictionary of Slang
- 1891: The Works of Heinrich Heine
- 1891: Gyspsy Sorcery and Fortune Telling
- 1892: The Hundred Riddles of the Fairy Bellaria
- 1892: Etruscan Roman Remains in Popular Tradition
- 1893: Memoirs
- 1896: Legends of Florence Collected from the People (2 Bände)
- 1899: Unpublished Legends of Virgil
- 1899: Aradia, or the Gospel of the Witches (dt. Fassung: Aradia – Die Lehren der Hexen)
- 1899: Have You a Strong Will?
- 1901: Legends of Virgil
- 1902: Flaxius, or Leaves from the Life of an Immortal
- 1902: Kuloskap the Master
- 1902: The Alternate Sex